# Michael Riedel
Michael Riedel (ur. 1972 w Rüsselsheim am Main) – niemiecki artysta działający w nurcie postkonceptualizmu. Mieszka i pracuje we Frankfurcie.

## Twórczość
W 2000 roku ukończył studia na frankfurckiej Städelschule i École nationale supérieure des Beaux-Arts w Paryżu. Jest jednym z najbardziej interesujących twórców współczesnej sceny artystycznej w Niemczech. Przez krytykę został określony mianem Digital Dandy (ze względu na wyraźny w jego twórczości wątek cyfrowego przetwarzania obrazu). Od 2005 roku obecny jest także na amerykańskim rynku sztuki. Rozgłos przyniosły mu artystyczne działania w wynajętym domu przy ulicy Oskar-von-Millerstrasse 16 we Frankfurcie, gdzie wraz z przyjaciółmi i innymi artystami realizował serię działań polegających na powtórzeniach i re-inscenizacjach wystaw, odczytów, koncertów, seansów filmowych i innych kulturalnych wydarzeń w tym mieście. Roberto Ohrt, nazwał ów budynek „miejscem działań sabotażowych albo domem cieni”. Od 2004 roku Michael Riedel prowadzi we Frankfurcie instytucję kulinarną pod nazwą Freitagsküche, łączącą kuchnię ze sztuką, muzyką oraz innymi formami zbiorowej interakcji.

## Wystawy
W 2012 roku jego twórczość podsumowała wystawa retrospektywna Kunste zur Text (Sztuki do Tekstu) w Schirn Kunsthalle we Frankfurcie. Ponadto Michael Riedel wystawiał dwukrotnie w Galerii David Zwirner w Nowym Jorku (w 2013 i 2008 roku), Galerii Gabriele Senn w Wiedniu (2012), Kunstverein w Hamburgu (2010), Galerii Francesca Pia w Zurychu (2009), i Städel Museum we Frankfurcie (2008). Brał udział w grupowych wystawach w Galleria Cicica d`Arte w Turynie (2010), w Tate Modern w Londynie (2009), w wiedeńskiej Secesji (2003), na biennale sztuki współczesnej w Lyonie (2007) i I biennale w Moskwie (2005).